# Mikael Steen
Lars Mikael Sten, använder dock stavningen Steen i efternamnet, född 21 mars 1971 i Örebro, är en svensk före detta professionell fotbollsspelare som spelade som högermittfältare för fotbollsklubben Örebro SK mellan 1985 och 2003. Han spelade totalt 271 matcher varav 251 var i Allsvenskan.